# Jean-Baptiste Buterne
Jean-Baptiste Buterne /ʒɑ̃ baˈtist byˈtɛʀn/ (Tolosa, circa 1650 – Parigi, 28 marzo 1727) è stato un organista e clavicembalista francese.

## Vita
Suo padre Jan era organista. Fu nominato organista nella chiesa di Saint-Étienne-du-Mont a Parigi nel 1674 e lasciò il posto nel 1726 venendo sostituito da Claude-Nicolas Ingrain. Nel 1678 venne nominato organista della cappella del re, per il quarto di aprile, insieme a Nicolas Lebègue, Jacques Thomelin e Guillaume-Gabriel Nivers, occupando il posto fino al 1702; a succedergli sarà Garnier, l’organista di Saint-Louis-des-Invalides.
Nel 1676 succedette ad Henri Du Mont all'organo della chiesa di San Paolo, restando fino al 1726 quando Louis-Claude Daquin prese il suo posto.
Suo figlio Charles Buterne, scudiero, organista e maestro di clavicembalo della duchessa di Borgogna, ha lasciato qualche composizione e un metodo per l'apprendimento della musica.

## Opere
- Petites Règles pour l’accompagnement, manoscritto conservato nella Biblioteca Sainte-Geneviève.